# Landschaftsschutzgebiet Kesselbachtal

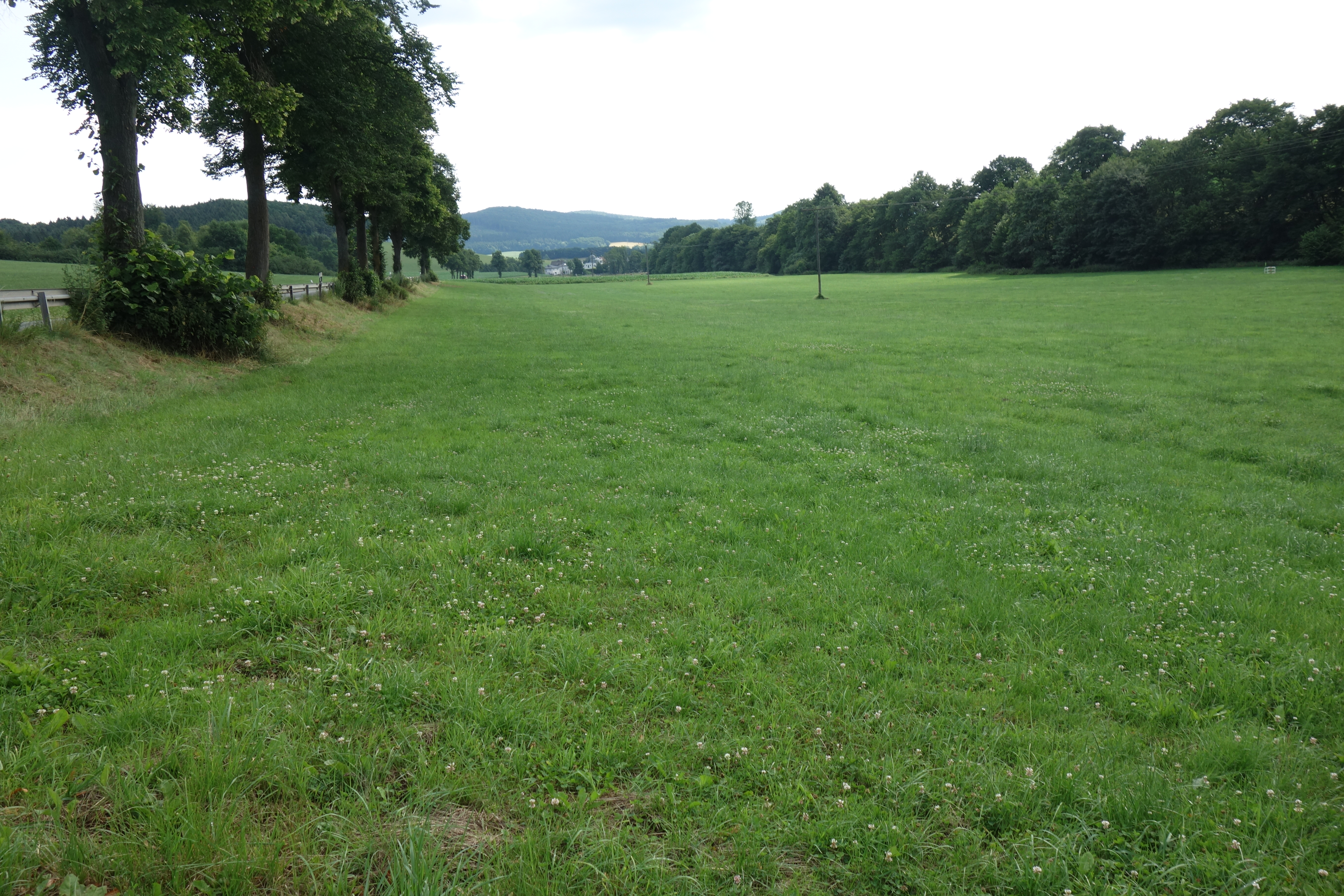
Landschaftsschutzgebiet Talraum des Kesselbaches

Das Landschaftsschutzgebiet Kesselbachtal mit einer Flächengröße von 31,26 ha liegt im Stadtgebiet Meschede im Hochsauerlandkreis. Es liegt westlich von Olpe und geht bis an die Stadtgrenze zu Sundern. Das Gebiet wurde 1994 mit dem Landschaftsplan Meschede durch den Kreistag des Hochsauerlandkreises als Landschaftsschutzgebiet (LSG) mit dem Namen Landschaftsschutzgebiet Talraum des Kesselbaches und einer Flächengröße von 37,4 ha ausgewiesen. Bei der Neuaufstellung des Landschaftsplanes Meschede wurde es erneut ausgewiesen und dabei etwas verkleinert.
Das LSG ist eines von 67 Landschaftsschutzgebieten in der Stadt Meschede. Dort gibt es ein Landschaftsschutzgebiet vom Typ A, 34 Landschaftsschutzgebiete vom Typ B und 32 Landschaftsschutzgebiete vom Typ C. Das Landschaftsschutzgebiet Kesselbachtal wurde als Landschaftsplangebiet vom Typ C, Wiesentäler und bedeutsames Extensivgrünland, ausgewiesen.

## Beschreibung
Das LSG liegt westlich von Olpe bzw. südlich und östlich von Frenkhausen. Das LSG geht bis an den Siedlungsrand der beiden Dörfer. Eine Durchgangsstraße zerteilt das LSG. Im LSG befinden sich der Fluss Kesselbach mit Grünland in der Flussaue. Das LSG besteht überwiegend aus Grünland. Nur östlich von Frenkhausen liegen Ackerflächen in der Aue.

## Schutzvorschriften
Wie in den anderen Landschaftsschutzgebieten vom Typ C im Landschaftsplangebiet Meschede besteht in diesem LSG ein Umwandlungsverbot von Grünland und Grünlandbrachen in Acker oder andere Nutzungsformen. Eine Erstaufforstung und eine Anlage von Weihnachtsbaumkulturen ist verboten. Eine maximal zweijährige Ackernutzung innerhalb von zwölf Jahren ist erlaubt, falls damit die Erneuerung der Grasnarbe vorbereitet wird. Dies gilt als erweiterter Pflegeumbruch. Beim erweiterten Pflegeumbruch muss ein Mindestabstand von fünf Metern vom Mittelwasserbett eingehalten werden.

## Schutzzweck
Zum Schutzzweck der LSG vom Typ C Wiesentäler und bedeutsames Extensivgrünland im Landschaftsplangebiet Meschede führt der Landschaftsplan auf: „Entwicklung, Erhaltung und Ergänzung eines Grünlandbiotop-Verbundsystems in den Talauen, das Tieren und Pflanzen Wanderungs- und Ausbreitungsmöglichkeiten schafft und damit der Erhaltung der Leistungsfähigkeit des Naturhaushalts dient; Sicherung der gliedernden und belebenden Wirkung offener Grünland-Lebensräume im Landschaftsbild des waldreichen Plangebietes (insbes. südlich der Ruhrachse); Erhaltung der Nutzungsfähigkeit der Naturgüter durch den Schutz fruchtbarer Talböden vor Erosion; Schutz von Feucht- und Magergrünlandstandorten, die zumindest eine potenzielle Bedeutung für den Biotop- und Artenschutz haben; Umsetzung der Entwicklungsziele 1.1, 1.4 und tlw. 1.5 zur Erhaltung und Verbesserung des landschaftsökologischen und -ästhetischen Wertes der einbezogenen Freiflächen; entsprechend dem Schutzzweck unter 2.3.1 auch Ergänzung von strenger geschützten Teilen dieses Naturraums durch den Schutz ihrer Umgebung vor Eingriffen, die den herausragenden Wert dieser Naturschutzgebiete und Schutzobjekte mindern könnten (Pufferzonenfunktion).“
Laut Landschaftsplan handelt es sich bei den „Grünland-LSG“ um Gebiete, die neben den NSG zu den landschaftlich wertvollsten Teilen des Plangebietes gehören. Zum einen handelt es sich um Talauen und Unterhänge von Kerbtälern, die dem Biotopverbund der Fließgewässersysteme dienen und das Standortpotenzial für – meist feuchtigkeitsgeprägte – artenreiche Grünlandgesellschaften aufweisen. Zum anderen werden mit dieser Festsetzung einige magere Grünlandstandorte erfasst, die ebenfalls ein erhöhtes Arten- und Biotopschutzpotenzial aufweisen und als strukturreiche kleine Kulturlandschaftsausschnitte die umgebende, geringer strukturierte Landschaft bereichern. Insbesondere  Fließgewässerabschnitte fallen häufig, wie bei diesem LSG, unter dem gesetzlichen Biotopschutz nach § 30 BNatSchG. Im LSG gilt ein Verbots einer dauerhaften Grünlandumwandlung in andere Nutzungsarten.

## Beeinträchtigungen des LSG
Im Mai 2015 wurde eine Eingabe an die Untere Naturschutzbehörde des Kreises über „Aktivitäten im LSG-Typ C Talraum des Kesselbaches“ vom Verein für Natur- und Vogelschutz im Hochsauerlandkreis gemacht, da das Grünland im Südwesten des LSG in einen Garten umgestaltet wurde. Der neue Flächenbesitzer, der die Fläche mit dem dortigen Wohnhaus erworben hatte, pflanzte diverse Gehölze wie Fichten und Säulenzypresse, brach die frühere Weide um, legte einen Folientümpel und baute ein Hüttchen. Etwa ein Jahr nach der Eingabe wurde die Fläche wieder zu einer Grünlandfläche.